# Hyphessobrycon scholzei
Hyphessobrycon scholzei és una espècie de peix de la família dels caràcids i de l'ordre dels caraciformes.

## Morfologia
- Els mascles poden assolir 4 cm de llargària total.[1]

## Alimentació
Menja cucs, crustacis petits i matèria vegetal.

## Hàbitat
Viu a àrees de clima tropical entre 22 °C - 28 °C de temperatura.

## Distribució geogràfica
Es troba a Sud-amèrica: conca del riu Amazones.